# Zlatibor
Zlatibor (in serbo Златибoр?) è un massiccio montuoso situato nella zona occidentale della Serbia, nelle Alpi Dinariche.

## Descrizione
La regione montuosa copre un'area di 300 km² e si estende per più di 45 km in direzione sudovest - nordovest e per 31 km in larghezza. L'elevazione massima è rappresentata dalla cima Tornik (1496 m s.l.m.), seguita dal monte Čigota (1 422 m). Zlatibor è situato tra i 43° 31' e 43° 51' di latitudine nord e tra i 19° 28' e 19° 56' di longitudine est.
L'altopiano di Zlatibor è diviso amministrativamente in tre municipalità della Serbia centrale: Čajetina, Užice e Nova Varoš, nel Distretto di Zlatibor. La ferrovia Antivari - Belgrado attraversa la zona.
La catena di Zlatibor è delimitata a sud ed a est dai fiumi Uvac e Veliki Rzav. A ovest la regione confina con la Bosnia; in quest'area sono presenti i villaggi di Mokra Gora, Semegnjevo e Jablanica.
Una specie particolare di pino ha origine nella regione di Zlatibor, il Pinus silvestris variegata zlatiborica, una specie ora in pericolo.

## Storia

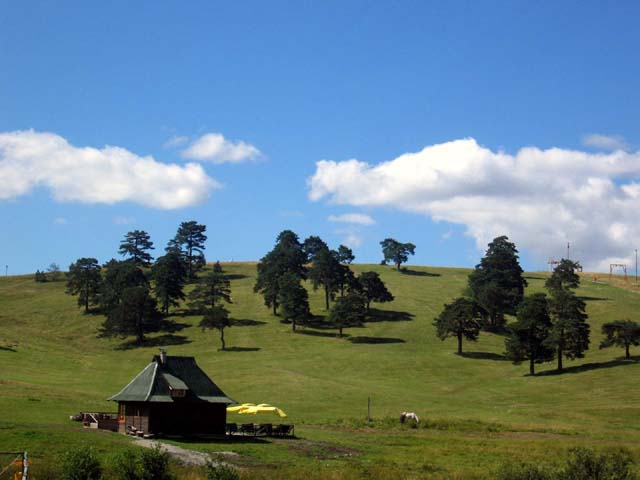
Paesaggio dell'altopiano di Zlatibor

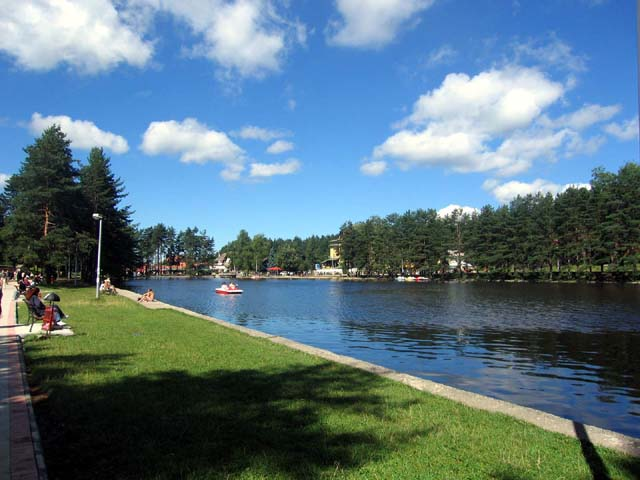
Lago nel centro della località turistica di Kraljeve Vode

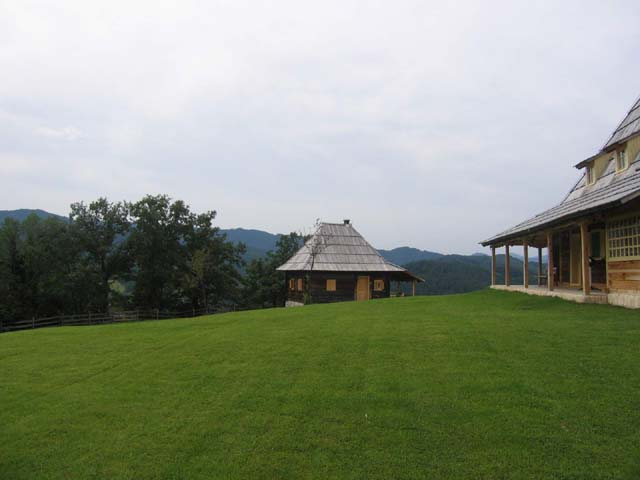
Abitazioni tradizionali serbe ricostruite a Küstendorf, il villaggio di Emir Kusturica

Zlatibor si trova nella parte settentrionale della regione storica di Stari Vlah, un'area di confine tra la Raška, l'Erzegovina e la Bosnia. La collina chiamata Cigla, nei pressi del villaggio di Jablanica, presenta ancora alcuni segni dell'antico confine tra il Regno di Serbia, l'Impero austro-ungarico e l'Impero ottomano. Nel Medioevo Zlatibor era conosciuta come Rujno, una župa (comunità tradizionale) parte della regione di Raška. Il nome Zlatibor iniziò ad essere utilizzato nel XVIII secolo e la sua etimologia è incerta. Probabilmente deriva dalle parole serbe zlatni (dorato) e bor (pino).

## Turismo
La regione di Zlatibor è una delle aree naturali più visitate della Serbia. L'ambiente montano presenta ampie foreste di conifere, prati, corsi d'acqua (Crni Rzav, Veliki Rzav, Susica). L'altopiano vanta strutture per la pratica di numerosi sport, in particolare lo sci ed è luogo di ritiro e preparazione sportiva di numerose squadre e club sportivi. È inoltre un importante centro climatico che beneficia di particolari correnti d'aria, particolarmente indicato per la cura di diverse malattie, come polmoniti, anemie, disturbi di cuore e di vasi sanguigni.
La località di Kraljeve Vode, in serbo cirillico Краљеве Воде («le acque del re») è la principale stazione turistica della regione. Deve il suo nome dal re Alessandro I di Serbia, che vi fece costruire una fontana.
Nella parte settentrionale della catena, il villaggio di Mokra Gora è il punto di partenza di una linea ferroviaria turistica resa popolare dal film La vita è un miracolo di Emir Kusturica. Lo stesso regista si è reso protagonista della ricostruzione di un villaggio rurale tradizionale serbo, Küstendorf (Drvengrad), usato anche come set cinematografico.